# Antigoni Roumpesi
Antigoni Roumpesi (em grego:  Αντιγόνη Ρουμπέση; Atenas, 19 de julho de 1983) é uma jogadora de polo aquático grega, medalhista olímpica.

## Carreira
Roumpesi disputou duas edições de Jogos Olímpicos pela Grécia: 2004 e 2008. Seu melhor resultado foi a conquista da medalha de prata nos Jogos de Atenas, em 2004.